# Александър Зицман
Александър Зицман (на немски: Alexander Friedrichkarl Sitzmann) е германо-австрийски филолог и преводач.

## Биография
Роден е на 12 януари 1974 година в Щутгарт, ФРГ. Баща му е германец, а майка му е българка, дъщеря на българския художник Пенчо Георгиев (1900 – 1940).
Завършва гимназия в Щутгарт (1993, водещи курсове латински и физика). Следва първоначално „Производствени технологии“ в Университета в Щутгарт (1993 – 1995). През август 1996 г. се преселва във Виена, където започва да следва геофизика и метеорология във Виенския университет. След година допълнително записва скандинавска и славянска филология (1997 – 2001). От 1999 г. е преводач на свободна практика от български, македонски и скандинавски езици.
От 2003 до 2005 г. е асистент в Института по германистика, от 2005 г. е преподавател в Института по скандинавистика, а от 2008 г. е преподавател в Института по славистика на Виенския университет. През 2015 г. е назначен за асистент по старобългаристика и балканистика.
Александър Зицман е автор на 2 езиковедски монографии, издател на множество антологии и специализирани броеве на списания, рецензент на австрийското Министерство на образованието, изкуството и културата КултурКонтакт Австрия, както и на разни издателства в страната и чужбина.
Председател е на Работния кръг на виенската скандинавистика (Arbeitskreis der Wiener Skandinavistik), член на сдружението „Приятели на дом Витгенщайн“ (Verein „Freunde des Hauses Wittgenstein“), Съюза на австрийските преводачи, Виенското езиковедско дружество (Wiener Sprachgesellschaft), Вюртембергското историческо общество (Württembergischer Geschichts- und Altertumsverein) и Австрийско-българското дружество (Österreichisch-Bulgarische Gesellschaft).

## Награди
Зицман получава почетна грамота от българското Министерство на културата (2004), преводаческа премия от австрийското Министерство на образованието, изкуството и културата (2007, 2008, 2009, 2010, 2011, 2012, 2013, 2014, 2015) и стипендии. Получава Австрийската държавна награда за литературни преводи през 2016 г.

### Изследвания
- Cserjan, Karoly, Alexander Sitzmann und Irmgard Akar. Wirtschaftliche, soziale und kulturelle Auswirkungen der Studien bulgarischer Studentinnen und Studenten in Wien. Projektbericht zum Projekt Nr. 7678, gefördert aus den Mitteln des Jubiläumsfonds der Österreichischen Nationalbank. Wien, 2000
- Sitzmann, Alexander. Nordgermanisch-ostslavische Sprachkontakte in der Kiever Rus‘ bis zum Tode Jaroslavs des Weisen. Wien: Edition Praesens, 2003 (= WSS 6)
- Murdarov, Vladko und Alexander Sitzmann. Българско-немски речник/Bulgarisch-Deutsches Wörterbuch. София: Прозорец, Труд, 2005 (Spravočnici 21. vek/Die Nachschlagewerke des 21. Jahrhunderts)
- Sitzmann, Alexander und Friedrich E. Grünzweig. Die altgermanischen Ethnonyme. Ein Handbuch zu ihrer Etymologie. Wien: Fassbaender, 2008 (= Philologica Germanica 29)[4]

### Съставителство
- Europa Erlesen Plovdiv. Hrg. v. Valeria Jäger und Alexander Sitzmann. Klagenfurt: Wieser Verlag, 1999
- Europa Erlesen Kopenhagen. Hrg. v. Sven H. Rossel und Alexander Sitzmann. Klagenfurt: Wieser Verlag, 2004
- Bulgarien Prosa. Hrg. v. Valeria Jäger und Alexander Sitzmann unter Mitarbeit von Ani Burova und Maria Schnitter. Klagenfurt: Wieser Verlag, 2005 (= Europa Erlesen Literaturschauplatz)
- Junges Theater aus Bulgarien. Hrg. v. Borislav Petranov und Alexander Sitzmann. Klagenfurt: Drava Verlag, 2006
- Auf den Spuren von Penčo Georgiev. Hrg., übersetzt und mit einem Vorwort von Alexander Sitzmann. Sofia: Black Flamingo Publishing, 2013
- Europa Erlesen Färöer. Hrg. v. Sven H. Rossel und Alexander Sitzmann. Klagenfurt: Wieser Verlag 2016[4]

### Преводи от български
- Gospodinov, Georgi. Gaustín oder der Mensch mit den vielen Namen. Klagenfurt: Wieser Verlag, 2004 (= Edition Zwei) – разкази)
- Popov, Alek. Russisches E-mail. Berlin: SuKuLTuR, 2005 (= Schöner Lesen Nummer 42) – разкази
- Bulgarien Prosa. Hrg. v. Valeria Jäger und Alexander Sitzmann unter Mitarbeit von Ani Burova und Maria Schnitter. Klagenfurt: Wieser Verlag, 2005 (= Europa Erlesen Literaturschauplatz) – разкази
- Popov, Alek. Mission: London. St. Pölten/Salzburg: Residenz Verlag, 2006 (както и джобно издание: Müchen: dtv 2008) – роман
- 16 Moderne Bulgarische Erzähler. Hrg. v. Ani Burova. Sofia: Voenno Izdatelstvo, 2006 – разкази
- Junges Theater aus Bulgarien. Hrg. v. Borislav Petranov und Alexander Sitzmann. Klagenfurt: Drava Verlag, 2006 – драматургия
- Flightbook/Bulgaria. Hrg. v. Lojze Wieser und Ernst Hilger. Klagenfurt: Wieser Verlag, 2007 – разкази
- Dimova, Teodora. Die Mütter. Klagenfurt: Wieser Verlag, 2007 (= Edition Zwei) – роман
- Gospodinov, Georgi. Natürlicher Roman. Graz: Droschl Literaturverlag, 2007 – роман
- Popov, Alek. Die Hunde fliegen tief. St. Pölten/Salzburg: Residenz Verlag, 2008 – роман
- Ranchev, Palmi. Ein bißchen Glück für später. Klagenfurt: Wieser Verlag, 2008 (= Edition Zwei) – разкази
- Popov, Alek. Für Fortgeschrittene. St.Pölten/Salzburg: Residenz-Verlag, 2009, 282 S. ISBN 978-3-7017-1525-1 – разкази
- Gospodinov, Georgi. Kleines morgendliches Verbrechen. Graz: Droschl Literaturverlag 2010 – поезия
- Paskow, Viktor. Autopsie. Hrsg. von Nellie und Roumen Evert, Edition Balkan. Berlin: Dittrich, 2010, 404 S. ISBN 978-3-937717-51-7 – роман
- Ranchev, Palmi. Der Weg nach Sacramento. Edition Balkan. Berlin: Dittrich Verlag, 2011, 220 S. ISBN 978-3-937717-56-2 – роман
- Asiowa, Boika. Die unfruchtbare Witwe. Edition Balkan. Berlin: Dittrich Verlag, 2012, 349 S. ISBN 978-3-937717-58-6 – роман
- Gospodinov, Georgi: Physik der Schwermut. Graz: Droschl Literaturverlag 2014. ISBN 978-3-85420-849-5 – роман
- Popov, Alek: Schneeweißchen und Partisanenrot. St. Pölten/Salzburg/Wien: Residenzverlag 2014. ISBN 978-3-7017-1620-3 – роман
- Gospodinov, Georgi: 8 Minuten und 19 Sekunden. Graz: Droschl Literaturverlag 2016. ISBN 978-3-85420-948-5 – разкази[4]
- Gospodinov, Georgi: Zeitzuflucht. Berlin-Kreuzberg: Aufbau 2022. ISBN 978-3351038892 – роман
- Evtimova, Zdravka: Maulwurfsblut. Berlin: eta Verlag 2024. ISBN 978-3949249228 – разкази
- Gospodinov, Georgi: Der Gärtner und der Tod. Berlin-Kreuzberg: Aufbau 2025. ISBN 978-3351042615 – роман

### Преводи от македонски
- Dimkovska, Lidija: Reserveleben. Klagenfurt: Drava Verlag 2004. ISBN 978-3-85435-996-8 – роман
- Madzirov, Nikola: Versetzter Stein. München: Carl Hanser Verlag 2011. ISBN 978-3446237483 – стихосбирка
- Dimkovska, Lidija: Schwarz auf weiß. Köln: parasitenpresse 2019. ISBN 978-3947676446 – стихосбирка